# أفانافيل
أفانافيل (بالإنجليزية: Avanafil)‏ هو مثبط فوسفو ثنائي إستراز النوع 5 يستعمل في حالات ضعف الانتصاب لدى الرجال. وافقت عليه إدارة الغذاء والدواء الأمريكيَّة في 27 أبريل 2012.

## وصلات خارجية
- "أفانافيل". المكتبة الوطنية الأمريكية للطب. بوابة المعلومات الدوائية. مؤرشف من الأصل في 2020-11-27.